# Logan Paul
Logan Alexander Paul (n. 1 aprilie 1995, Westlake⁠(d), Ohio, SUA) este un actor și vlogger american. A început să dobândească faimă prin videoclipurile postate în cadrul serviciului de internet Vine, apelând de cele mai multe ori la comedia de situație și o interacțiune aprofundată cu publicul.
După aceea și-a continuat activitatea în cadrul serialelor televizate. Cele mai notabile proiecte în care a  avut apariții speciale sunt Law and Order: Special Victims Unit și Weird Loners. În industria filmului a făcut parte din proiecte precum The Thinning, o producție din cadrul YouTube Red.
Canalele sale de YouTube se numesc Logan Paul Vlogs și TheOfficialLoganPaul.

## Viața timpurie
Logan Alexander Paul s-a născut la 1 aprilie 1995, în Ohio. Părinții lui sunt Gregory Allan Paul și Pam Stepnick. Are și un frate mai mic pe nume Jake. Logan a început să creeze videoclipuri pentru platforma YouTube de la vârsta de 10 ani. Canalul său se numea Zoosh.
A urmat liceul Westlake, unde, după cum s-a descris ulterior, a fost un dependent de adrenalină. A făcut parte din echipa de rugby a liceului, în cadrul căreia a avut prestații notabile. De asemenea a reușit să obțină a cincea poziție în cadrul unui turneu de wrestling statal.
Până când a fost pregătit să se înscrie la facultate, canalul său de YouTube a început să crească în popularitate. A urmat Universitatea din Ohio, înainte să renunțe în 2014 pentru a urma o carieră de entertainer în cadrul rețelelor de socializare, în Los Angeles. 

## Cariera

### Videoclipuri în cadrul rețelelor de socializare
Logan Paul a crescut în popularitate în cadrul serviciului de partajare de videoclipuri numit Vine. În februarie 2014, avea puțin peste 1.3 milioane de urmăritori pe diferite rețele de socializare. Până în aprilie 2014 el avea 105.000 de urmăritori pe Tiwtter, 361.000 de urmăritori pe Instagram, 31.000 de aprecieri pe pagina sa de Facebook, și în jur de 150,000 de persoae urmăreau canalul său de YouTube. În 2015 a fost clasat ca a 10-a cea mai influentă persoană de pe platforma Vine,câștigând sute de mii de dolari de pe urma videoclipurilor postate și din veniturile primite din anunțuri. Până în luna a octombrie aceluiași an, doar videoclipurile sale de pe Facebook aveau mai mult de 300 de milioane de vizualizări.
Paul postează zilnic câte un vlog pe YouTube, în care răspunde de cele mai multe ori anumitor provocări. Celălalt canal de Youtube îl folosește pentru a posta filmulețe scurte.
Paul a fost implicat într-o serie de campanii de publicitate, inclusiv pentru Hanes, PepsiCo și HBO.
În februarie 2017 Dwayne "The Rock" Johnson a lansat pe propriul său canal de YouTube un video intitulat: " Logan Paul has been cut from, like, all of The Rock's movies". Un videoclip in care Dwayne Johnson vorbeste despre cum Paul a fost scos din toate filmele sale, și îl consolează prin a îl denumi "ambasadorul" urmatotului sau film "Baywatch". Logan Paul a mai colaborat cu The Rock și în alte producții precum: "Logan Paul is, like, totally terrible at falling in love with Alexandra Dadario".

### Film și televiziune

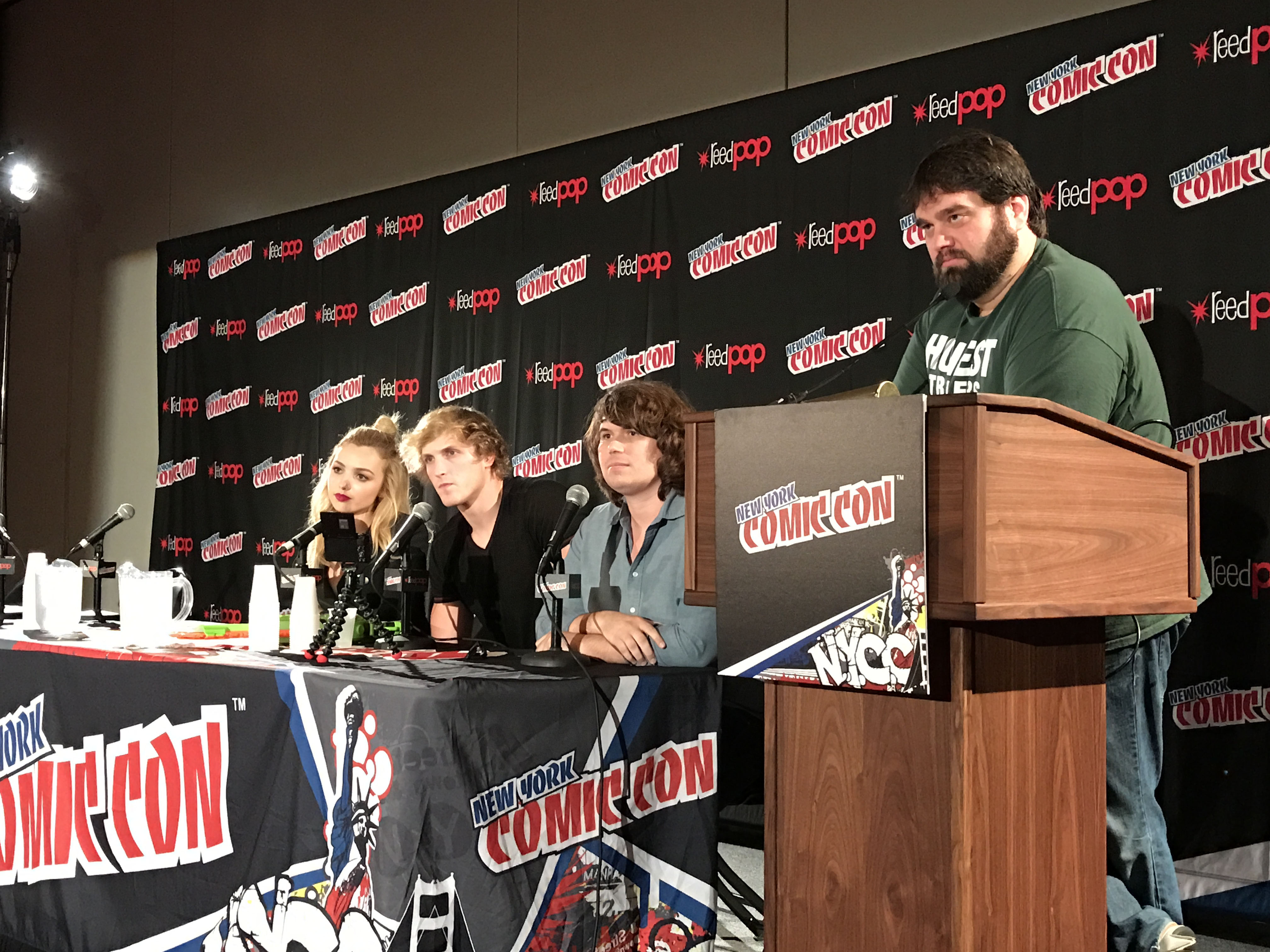
Paul la un panou de discuție despre The Thinning la New York Comic Con. De la stânga la dreapta: Peyton List, scriitorul/regizorul Michael Gallagher și moderatorul Andy Signore.

La începutul anului 2015, Paul a apărut în Law & Order: Special victims Unit. de asemenea, el a apărut în  serialul de televiziune  Weird Loners, unde a jucat rolul gemenilor Paul. El a jucat în două episoade din seria Slitchers. În 2016, Paul a jucat în filmul YouTubeRed The Thinning.
Din ianuarie 2016 Paul a început să colaboreze cu The Groundings si Ypright Citizens Brigade.
Paul a scris scenariul pentru un film  adult de comedie, Airplane Mode, care a fost descris ca "American Pie pentru Gen Z", și de Paul însuși ca "Expendables swith Internet stars".

## Viața personală
Logan Paul locuiește în prezent în Hollywood . In anul 2018 acesta și actrița Chloe Bennet au avut o relație.

## Filmografie
| An   | Film                          | Titlu         | Notes           |
| ---- | ----------------------------- | ------------- | --------------- |
| 2014 | Rainbow Man                   | Carl          | Short film      |
| 2016 | Chainsaw                      | Craig         | Short film      |
| 2016 | The Thinning                  | Blake Redding |                 |
| 2017 | The Space Between Us          | Roger         |                 |
| 2017 | Superstition: The Rule of 3's | Preston       | Post-production |
| 2017 | Where's the Money?            | Eddie         | Post-production |
| 2017 | Linked                        | Logan         | Post-production |
| 2017 | Airplane Mode                 | N/A           | Post-production |
| 2018 | Undying                       | N/A           | Post-production |
| TBA  | Valley Girl                   | Mickey        | Filming         |

| An   | Film                              | Titlu         | Notes                                                             |
| ---- | --------------------------------- | ------------- | ----------------------------------------------------------------- |
| 2015 | Law & Order: Special Victims Unit | Ryan          | Episod: "Intimidation Game"                                       |
| 2015 | Weird Loners                      | Logan Twins   | Episod: "Weird Pilot"                                             |
| 2016 | Stitchers                         | Theo Engelsen | Episode: "The Two Deaths of Jamie B." and "The One That Got Away" |
| 2016 | Walk the Prank                    | Himself       | Episod: "So You Think You Can Middle School Dance"                |
| 2016 | Bizaardvark                       | Kirk          | Episod: "The First Law of Dirk"                                   |

| An           | Film              | Titlu       | Notes                  |
| ------------ | ----------------- | ----------- | ---------------------- |
| 2014         | Bad Weather Films | Carl        | Episode: "Rainbow Man" |
| 2015–prezent | Logan Paul        | Himself     |                        |
| 2016         | Logan Paul Vs.    | Himself     |                        |
| 2016–prezent | Foursome          | Alec Fixler | Main role              |

## Discografie

### Ca artist principal
| "Help Me Help You" (featuring Why Don't We)                                     | 2017 | — | Non-album single |
| "—" face referinta la o inregistrare care nua fost publicata in acel teritoriu. |      |   |                  |